# Alexander Keirincx

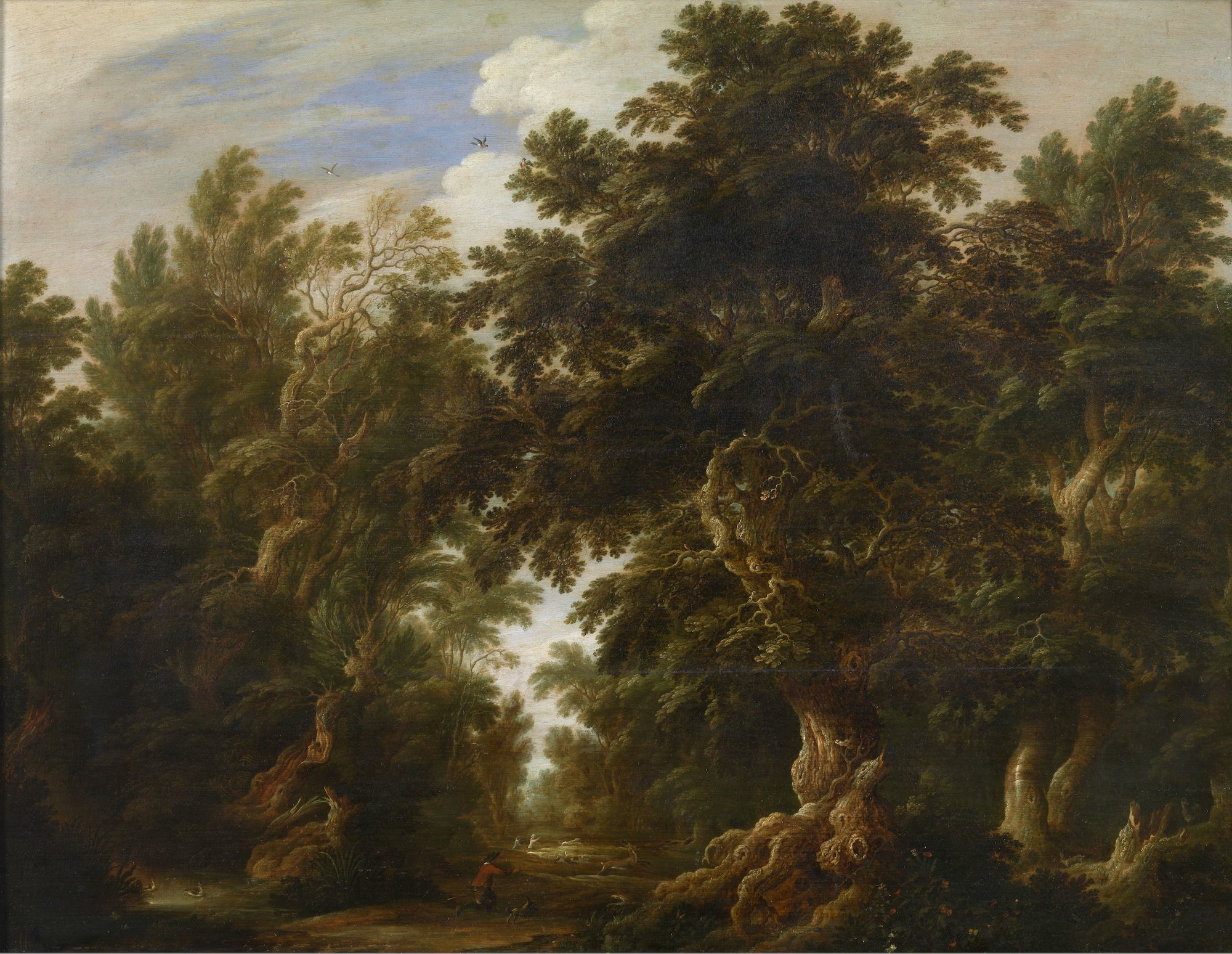
Landschap met hertenjacht. 1630. Antwerpen, Koninklijk Museum voor Schone Kunsten Antwerpen.

Alexander Keirincx (Antwerpen, 23 januari 1600 – Amsterdam, 7 oktober 1652) was een Zuid-Nederlands schilder, die zich in 1628 in de Republiek der Nederlanden vestigde.
Al in 1619 werd hij meester binnen het Antwerpse Sint-Lucasgilde. Net als zijn leermeester Abraham Govaerts, specialiseerde hij zich aanvankelijk in kleine kabinetschilderijtjes met boslandschappen in de trant van Jan Brueghel de Oude en Gillis van Coninxloo. Net als dat van Govaerts, bestaat Keirincx' vroege werk uit historische, mythologische en Bijbelse voorstellingen van klein formaat, in een maniëristisch, driekleurig landschap. Om de illusie van diepte te versterken, maakte hij gebruik van de schildertechniek repoussoir: de landschappen in zijn schilderijen zijn links en rechts omgeven door bomen. In de loop van de jaren 20 werd zijn werk steeds naturalistischer. Van 1628 tot aan het einde van zijn loopbaan als schilder woonde hij eerst in Utrecht en later in Amsterdam. Ook was hij actief in Londen, waar hij bijdroeg aan de decoratie van de paleizen van Karel I. Opmerkelijk is dat hij de figuren in zijn landschappen niet zelf schilderde, maar overliet aan kunstenaars als Cornelis van Poelenburch. In zijn latere jaren was Keirincx voornamelijk nog actief als kunsthandelaar.
- Bibliothèque nationale de France: cb149596949 (data)
- Biografisch Portaal: 13727500
- Digitale Bibliotheek voor de Nederlandse Letteren: keir002
- Gemeinsame Normdatei: 128854391
- International Standard Name Identifier: 0000 0000 6664 2349
- KulturNav: d1da55a5-1f08-4c97-8f10-4ef388a276df
- Library of Congress Control Number: n2020058395
- Nationale Bibliotheek van Israël: 987008115752905171
- Nederlandse Thesaurus van Auteursnamen: 330151193
- RKD-Nederlands Instituut voor Kunstgeschiedenis: 43749
- SNAC: w6dv23hw
- Système universitaire de documentation: 233482865
- Union List of Artist Names: 500010109
- Virtual International Authority File: 76585617